# Індіанський агент
Індіанський агент — державний службовець, якого призначав уряд США для взаємовідносин між американською владою та індіанськими племенами.
Вперше ця посада з'явилася 1793 року, коли в корінних американців виникла необхідність у придбанні нових земель. Від 1824 року індіанський агент мав постійно перебувати серед індіанських племен. Він був відповідальний за торгівлю з племенами, мав повноваження як видавати торгові ліцензії білим американцям, так і позбавляти їх цього. Коли уряд став масово переселяти племена на Захід і розширювати систему резервацій, індіанський агент став управителем індіанської резервації. Проживав у індіанському агентстві — адміністративному центрі резервації. Часто цю посаду займали люди, абсолютно незнайомі з менталітетом і культурою індіанців. Вони нерідко наживалися на виділених урядом для підпорядкованих їм племен коштах, за які мали проводитися закупівлі продовольства і товарів. 
До 1849 року індіанський агент належав до Військового міністерства США, потім перейшов під юрисдикцію Міністерства внутрішніх справ. На початку XX століття посаду скасовано.